# Copa del Rey de baloncesto 2023
La 87.ª edición de la Copa del Rey de baloncesto se celebró en el Pabellón Olímpico de Badalona del 16 al 19 de febrero de 2023.
Esta era la segunda vez que se disputaba la Copa del Rey en la ciudad de Badalona, tras la edición de 1985.

## Equipos participantes
Los ocho primeros clasificados después de la primera mitad de la temporada regular de la Liga Endesa 2022-2023 se clasificaron para el torneo.
| - Real Madrid - FC Barcelona - Lenovo Tenerife - Cazoo Baskonia | - Unicaja Málaga - Gran Canaria - Joventut Badalona - Valencia Basket |

## Sorteo
Concluida la primera vuelta de la Liga Endesa y conociendo los ocho primeros equipos clasificados para la Copa del Rey, se celebró en Badalona el sorteo de emparejamientos.

## Árbitros
La ACB dio a conocer los 12 árbitros que acudirán a la 87.ª edición de la Copa del Rey de baloncesto:
- Jorge Martínez Fernández (2 ediciones)
- Fernando Calatrava Cuevas (9 ediciones)
- Martín Caballero Madrid (4 ediciones)
- Antonio Conde Ruiz (20 ediciones)
- Daniel Hierrezuelo Navas (25 ediciones)
- Benjamín Jiménez Trujillo (12 ediciones)
- Joaquín García González (1 edición)
- Óscar Perea Lorente (16 ediciones)
- Rafael Serrano Velázquez (4 ediciones)
- Emilio Pérez Pizarro (18 ediciones)
- Carlos Peruga Embid (14 ediciones)
- Alfonso Olivares Iglesias (1 edición)

## Resultados
|  | Cuartos de final      | Cuartos de final      |                       |    | Semifinales | Semifinales |  |  | Final | Final |
|  |                       |                       |                       |    |             |             |  |  |       |       |
|  | 16 de febrero de 2022 |                       |                       |    |             |             |  |  |       |       |
|  |                       |                       |                       |    |             |             |  |  |       |       |
|  | Real Madrid           | 86                    |                       |    |             |             |  |  |       |       |
|  | Real Madrid           | 86                    | 18 de febrero de 2023 |    |             |             |  |  |       |       |
|  | Valencia Basket       | 85                    |                       |    |             |             |  |  |       |       |
|  | Valencia Basket       | 85                    | Real Madrid           | 82 |             |             |  |  |       |       |
|  | 16 de febrero de 2022 |                       | Real Madrid           | 82 |             |             |  |  |       |       |
|  |                       | Unicaja Málaga        | 93                    |    |             |             |  |  |       |       |
|  | FC Barcelona          | Unicaja Málaga        | 93                    | 87 |             |             |  |  |       |       |
|  | FC Barcelona          |                       | 19 de febrero de 2023 | 87 |             |             |  |  |       |       |
|  | Unicaja Málaga        | 89                    |                       |    |             |             |  |  |       |       |
|  | Unicaja Málaga        | 89                    | Unicaja Málaga        | 83 |             |             |  |  |       |       |
|  | 17 de febrero de 2023 |                       | Unicaja Málaga        | 83 |             |             |  |  |       |       |
|  |                       | Lenovo Tenerife       | 80                    |    |             |             |  |  |       |       |
|  | Lenovo Tenerife       | Lenovo Tenerife       | 80                    | 89 |             |             |  |  |       |       |
|  | Lenovo Tenerife       | 18 de febrero de 2023 |                       | 89 |             |             |  |  |       |       |
|  | Gran Canaria          | 73                    |                       |    |             |             |  |  |       |       |
|  | Gran Canaria          | 73                    | Lenovo Tenerife       | 73 |             |             |  |  |       |       |
|  | 17 de febrero de 2023 |                       | Lenovo Tenerife       | 73 |             |             |  |  |       |       |
|  |                       | Joventut Badalona     | 72                    |    |             |             |  |  |       |       |
|  | Joventut Badalona     | Joventut Badalona     | 72                    | 94 |             |             |  |  |       |       |
|  | Joventut Badalona     |                       |                       | 94 |             |             |  |  |       |       |
|  | Cazoo Baskonia        | 81                    |                       |    |             |             |  |  |       |       |
|  | Cazoo Baskonia        | 81                    |                       |    |             |             |  |  |       |       |

## Cuartos de final
| 16 de febrero de 2023, 18:30 | Real Madrid                                 | 86–85                    | Valencia Basket                                            | |  |
|                              | Parciales: 21-13, 20-21, 22-24, 23-27       |                          |                                                            | |  |
|                              | Estadísticas Deck 19 Deck 9 Hanga 4 Deck 26 | Reporte Pts Reb Asts Val | Estadísticas 20 Jones 5 Claver, Dubljević 5 Jones 17 Jones | Pabellón: Pabellón Olímpico de Badalona, Badalona Asistencia: 9.218 espectadores Árbitros: Emilio Pérez Pizarro Òscar Perea Lorente Joaquín García González Televisión: |  |

| 16 de febrero de 2023, 21:30 | FC Barcelona                                                      | 87–89                    | Unicaja Málaga                                     | |  |
|                              | Parciales: 21-20, 20-14, 14-16, 21-16 (T.E.: 11–13)               |                          |                                                    | |  |
|                              | Estadísticas Mirotić 15 Mirotić 9 Veselý 5 Satoranský, Mirotić 14 | Reporte Pts Reb Asts Val | Estadísticas 27 Brizuela 6 Perry 6 Thomas 27 Perry | Pabellón: Pabellón Olímpico de Badalona, Badalona Asistencia: 10.147 espectadores Árbitros: Carlos Peruga Embid Fernando Calatrava Cuevas Jorge Martínez Fernández Televisión: |  |

| 17 de febrero de 2023, 18:30 | Lenovo Tenerife                                           | 89–73                    | Gran Canaria                                       | |  |
|                              | Parciales: 30-25, 25-13, 17-20, 17-15                     |                          |                                                    | |  |
|                              | Estadísticas Fernández 26 Guerra 5 Huertas 6 Fernández 24 | Reporte Pts Reb Asts Val | Estadísticas 18 Shurna 7 Diop 7 Brussino 19 Shurna | Pabellón: Pabellón Olímpico de Badalona, Badalona Asistencia: 9.386 espectadores Árbitros: Daniel Hierrezuelo Navas Benjamín Jiménez Trujillo Alfonso Olivares Iglesias Televisión: |  |

| 17 de febrero de 2023, 21:30 | Joventut Badalona                                             | 94–81                    | Cazoo Baskonia                                                            | |  |
|                              | Parciales: 14-19, 21-23, 33-15, 26-24                         |                          |                                                                           | |  |
|                              | Estadísticas Tomić 18 Tomić, Ellenson, Feliz 5 Guy 6 Tomić 21 | Reporte Pts Reb Asts Val | Estadísticas 13 Giedraitis 6 Costello 8 Thompson 16 Sedekerskis, Costello | Pabellón: Pabellón Olímpico de Badalona, Badalona Asistencia: 11.075 espectadores Árbitros: Antonio Conde Ruiz Martín Caballero Madrid Rafael Serrano Velázquez Televisión: |  |

## Semifinales
| 18 de febrero de 2023, 18:30 | Real Madrid                                           | 82–93                    | Unicaja Málaga                                                   | |  |
|                              | Parciales: 19-17, 20-22, 20-27, 23-27                 |                          |                                                                  | |  |
|                              | Estadísticas Tavares 19 Deck 6 Rodríguez 3 Tavares 26 | Reporte Pts Reb Asts Val | Estadísticas 20 Kravish 6 Kalinoski, Kravish 5 Carter 24 Kravish | Pabellón: Pabellón Olímpico de Badalona, Badalona Asistencia: 11.547 espectadores Árbitros: Antonio Conde Ruiz Òscar Perea Lorente Rafael Serrano Velázquez Televisión: |  |

| 18 de febrero de 2023, 21:30 | Lenovo Tenerife                                                          | 73–72                    | Joventut Badalona                                      | |  |
|                              | Parciales: 27-23, 17-17, 15-17, 13-16                                    |                          |                                                        | |  |
|                              | Estadísticas Huertas 15 Doornekamp 10 Fernández, Huertas 4 Shermadini 19 | Reporte Pts Reb Asts Val | Estadísticas 26 Parra 9 Ellenson 2 Guy, Ribas 26 Parra | Pabellón: Pabellón Olímpico de Badalona, Badalona Asistencia: 11.834 espectadores Árbitros: Daniel Hierrezuelo Navas Emilio Pérez Pizarro Benjamín Jiménez Trujillo Televisión: |  |

## Final
| 19 de febrero de 2023, 19:00 | Unicaja Málaga                                      | 83–80                    | Lenovo Tenerife                                               | |  |
|                              | Parciales: 17-16, 20-23, 23-21, 23-20               |                          |                                                               | |  |
|                              | Estadísticas Carter 17 Kalinoski 9 Díaz 9 Carter 17 | Reporte Pts Reb Asts Val | Estadísticas 21 Huertas 9 Shermadini 10 Huertas 31 Shermadini | Pabellón: Pabellón Olímpico de Badalona, Badalona Asistencia: 11 458 espectadores Árbitros: Emilio Pérez Pizarro Fernando Calatrava Cuevas Benjamín Jiménez Trujillo Televisión: |  |

| Campeones de la Copa del Rey 2023 |
| --------------------------------- |
|                                   |
| Unicaja Málaga 2.º título         |

## MVP de la Copa
- Tyson Carter[6]

## Minicopa Endesa

### Final
| 19 de febrero de 2023 13:00 (CET) | Real Madrid                                                  | 84–74                    | FC Barcelona                                                           | |  |
|                                   | Parciales: 13–24, 23–21, 24–13, 24–16                        |                          |                                                                        | |  |
|                                   | Estadísticas Landoure 56 Landoure 33 Vorontsov 3 Landoure 82 | Reporte Pts Reb Asts Val | Estadísticas 21 Filba 5 Oku y Ferreras 3 Ferreras 17 Tamayo y Ferreras | Pabellón: Pabellón Olímpico de Badalona, Badalona Asistencia: 8.630 (récord) espectadores Árbitros: Carlos Cortés, Alberto Sánchez, Alejandro Montero |  |

| Campeones de la Minicopa Endesa 2023 |
| ------------------------------------ |
| Bandera de la Comunidad de Madrid    |
| Real Madrid 9.º título               |

- MVP: Mahamadou Landoure